# 田餘慶
田餘慶（1924年2月11日—2014年12月25日），男，湖南湘阴人，生于陝西南郑（今漢中市漢臺區），中國歷史學家，北京大学历史学系教授。田餘慶1950年毕业于北京大学历史系，随后留校任教。主要研究方向为中国古代史及秦汉魏晋南北朝史，代表作为《东晋门阀政治》、《秦汉魏晋史探微》和《拓跋史探》。

## 生平
田餘慶家世普通。早年就读于湘雅醫學院。学了一年之后，决定转学到昆明的國立西南联合大学，因为他想寻求救国之道，觉得西南联大有民主气氛、学术自由、关注中国现实。田餘慶先在西南联大政治系读书，但很快他发现政治系讲的东西以西方的理论为主，与中国关系不大，于是在1945年转到了历史系。1950年，从北京大学历史系毕业。
毕业后留校，在北京大学文科研究所民国史研究室担任助教。那时的兴趣已经转向了中国古代史，研究民国史不是他的愿望。在前辈的指导下，他在民国史研究室做了一些资料整理的工作，与金毓黻合编了《太平天国史料》，1950年由开明书店出版。1952年院系调整，田餘慶被调整到北京大学历史系中国古代史教研室。那时余逊刚刚逝世，领导指派田餘慶接替余逊的断代史教学工作，主要负责秦汉史和魏晋南北朝史，同时也给中文系等系讲授通史课。1954年，他被北京大学历史系聘为讲师。
1950年代，中国大陆政治运动频繁。田餘慶回忆，那时大多数中青年教师都被政治运动裹挟，难有时间钻研学问、独立思考，业务进步有限，他也不例外。他参加了对胡适的批判，在《历史研究》上发表了批“实用主义考据学”的文章。当时中国大陆史学界盛行研究“五朵金花”，田餘慶选定“阶级斗争在社会形态转变中的作用”（此处的“阶级斗争”实际指中国古代农民战争）的题目，征引马克思、恩格斯的语录，准备写一篇长文，已写了几万字的草稿。然而，这时反右倾机会主义运动展开了，北京大学某领导提出要批判“党内专家”，田餘慶被列入其中，受到批判。校领导在总结会上表示“若有党员再搞修正主义，休怪下手更重”，田餘慶担心自己会被当作修正主义者，就把这份草稿烧掉了。期间，他写了一篇歌颂农民战争的文章，作为学习毛泽东思想的心得汇报，《新建设》杂志将文章印成大样，正要刊出，但是时势变化，最后没有刊载。田餘慶近九十岁时回忆说，“这一在被扭曲心态下写下的表白性的违心之言，既误人又伤己，如果发表出来，成为我自己学术档案中的一页，将会是我永远的内疚，比起当年由于无知而乱批‘实用主义考据学’，性质就不一样了”。
1960年代初，田餘慶参与了翦伯赞主持的《中国史纲要》编写工作，负责两大段落的工作。田餘慶回忆，这期间他补读了很多早该看的书，心态也得到恢复；这几年他一直在反思，对治学也有了新的体会。他觉得，虽然不能躲避政治风向，但是不能放弃独立思考；“落笔为文，白纸黑字，要永远对之负责，不能只顾眼前”。他原本准备进行一些专题的研究，但文化大革命很快来临了。田餘慶回忆，由于有之前几年的反思，他“多少能理性地判断方向，谨慎从事，避开一些风浪，少栽一些跟头”（在《我的学术简历》中，他举了两个例子）。文化大革命后期，田余庆成为梁效写作组的成员。
1983年，田餘慶成为北京大学历史系教授，並曾任系主任。1998年被聘为北京大学资深教授。他还曾任国务院古籍整理出版规划小组、国务院学位委员会第二届学科评议组、国务院学术委员会历史学科评议组的成员。
2014年12月25日凌晨6时9分，因病逝世于北京，享年90岁。

## 著作
田餘慶歷來共出版了《东晋门阀政治》《秦汉魏晋史探微》《拓跋史探》等学术专著，並发表了很多学术论文。《东晋门阀政治》获评第一届国家图书奖、北京大学三十年精品奖等多个奖项。《拓跋史探》出版于田餘慶八十岁时，获北京市哲学社会科学特等奖。

## 评价
田餘慶在《我的学术简历》中自评，他在学术上“发挥一点光和热”主要是在文化大革命之后。
他的学生，历史学家、北京大学教授阎步克评价他治学严谨，思辨能力强、善于从史料中挖掘信息。

## 外部連結
- 北京大学历史学系教员简介 - 田餘慶
- 专题：著名历史学家田余庆先生逝世 新浪网历史频道（页面存档备份，存于）

| 學術機關職務  | 學術機關職務                        | 學術機關職務  |
| ------------- | ----------------------------------- | ------------- |
| 前任： 周一良 | 北京大学历史学系主任 1983年－1986年 | 繼任： 马克垚 |